# Myllaena magnolia
Myllaena magnolia är en skalbaggsart som beskrevs av Jan Klimaszewski 1982. Myllaena magnolia ingår i släktet Myllaena och familjen kortvingar. Inga underarter finns listade i Catalogue of Life.